# Fredericia
Fredericia este un oraș în Danemarca.